# Unterwerrasattel

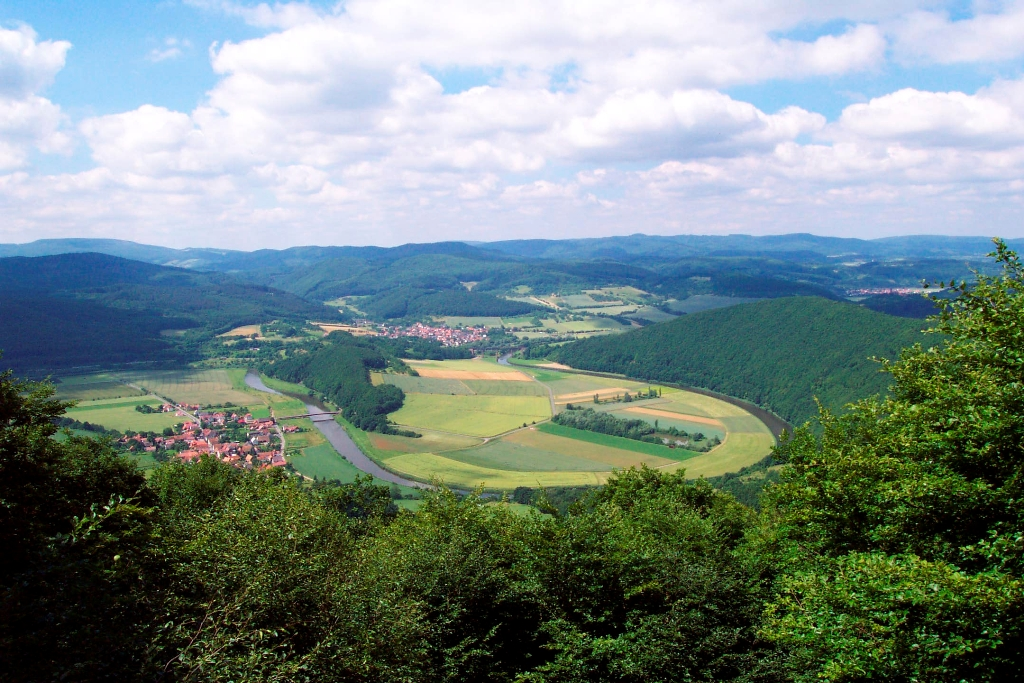
Blick auf das Soodener Bergland bei Oberrieden (Bildmitte), Hoher Meißner und Kaufunger Wald im Hintergrund

Der Unterwerrasattel ist eine Landschaft des Unteren Werraberglandes im Werra-Meißner-Kreis, Hessen ( Deutschland).

## Geographische Lage
Der Unterwerrasattel liegt zwischen der Werra im Norden und Osten, dem Hohen Meißner im Südwesten und dem Kaufunger Wald im Nordwesten. Die nächstliegenden Städte sind Witzenhausen unmittelbar am nördlichen und Bad Sooden-Allendorf am östlichen Rand, die Kreisstadt Eschwege liegt ungefähr 6 Kilometer vom südöstlichen Rand entfernt.

## Naturräumliche Gliederung
Der Unterwerrasattel gliedert sich nach dem Blatt 112 Kassel wie folgt:
- (zu 35 Osthessisches Bergland)
  - (zu 358 Unteres Werrabergland)
    - 358.0 Unterwerrasattel
      - 358.00 Kleinalmeröder Hügelland
      - 358.01 Unteres Gelstertal
      - 358.02 Soodener Bergland
      - 358.03 Meißnervorland

Die Landschaft wird im Uhrzeigersinn von folgenden Naturräumen eingegrenzt:
- Weidenhäuser Hügelland des Eschweger Beckens im Süden
- Finkenberg-Dachsberg-Zug (Finkenberg: 462 m) im Südwesten
- Hoher Meißner (Kalbe: 720 m) im südlichen Westen
- Nördliche Meißnervorberge (Krückenkopf: 519 m) im mittleren Westen
- Eintritt der Gelster bei Hundelshausen vom Velmeder Tal der Witzenhausen-Altmorschener Talung
- Hinterer Kaufunger Wald (Kühlestuhl: 433 m) im Nordwesten
- Austritt der Gelster bei Witzenhausen ins Werratal
- Witzenhausen–Hedemündener Werratal im Norden und Osten

## Geologie und Natur
Der Unterwerrasattel liegt im Übergangsbereich der Ausläufer des Thüringer Beckens im Osten, der Niederhessischen Senke im Südwesten und der geologischen Formation des Leinegrabens und des Sollinggewölbes im Norden. Gekreuzt wird die Landschaft entlang der Gelster von der rheinisch streichenden Altmorschen-Göttinger Grabenzone. Geologisch hat sich ein komplexes System aus tektonischen Gesteinen (Grauwacke), Gesteinen der Trias und Dolomitsteinen des Zechsteins gebildet.
Durch die unterschiedliche Widerstandsfähigkeit der einzelnen Gesteinsarten ist eine vielfältige und abwechslungsreiche Landschaft entstanden. So gibt es das einerseits überwiegend landwirtschaftlich genutzte Kleinalmeröder Hügelland und Meißnervorland und andererseits das stark gegliederte und meist bewaldete Soodener Bergland unmittelbar oberhalb des Werratales.

### Kleinalmeröder Hügelland

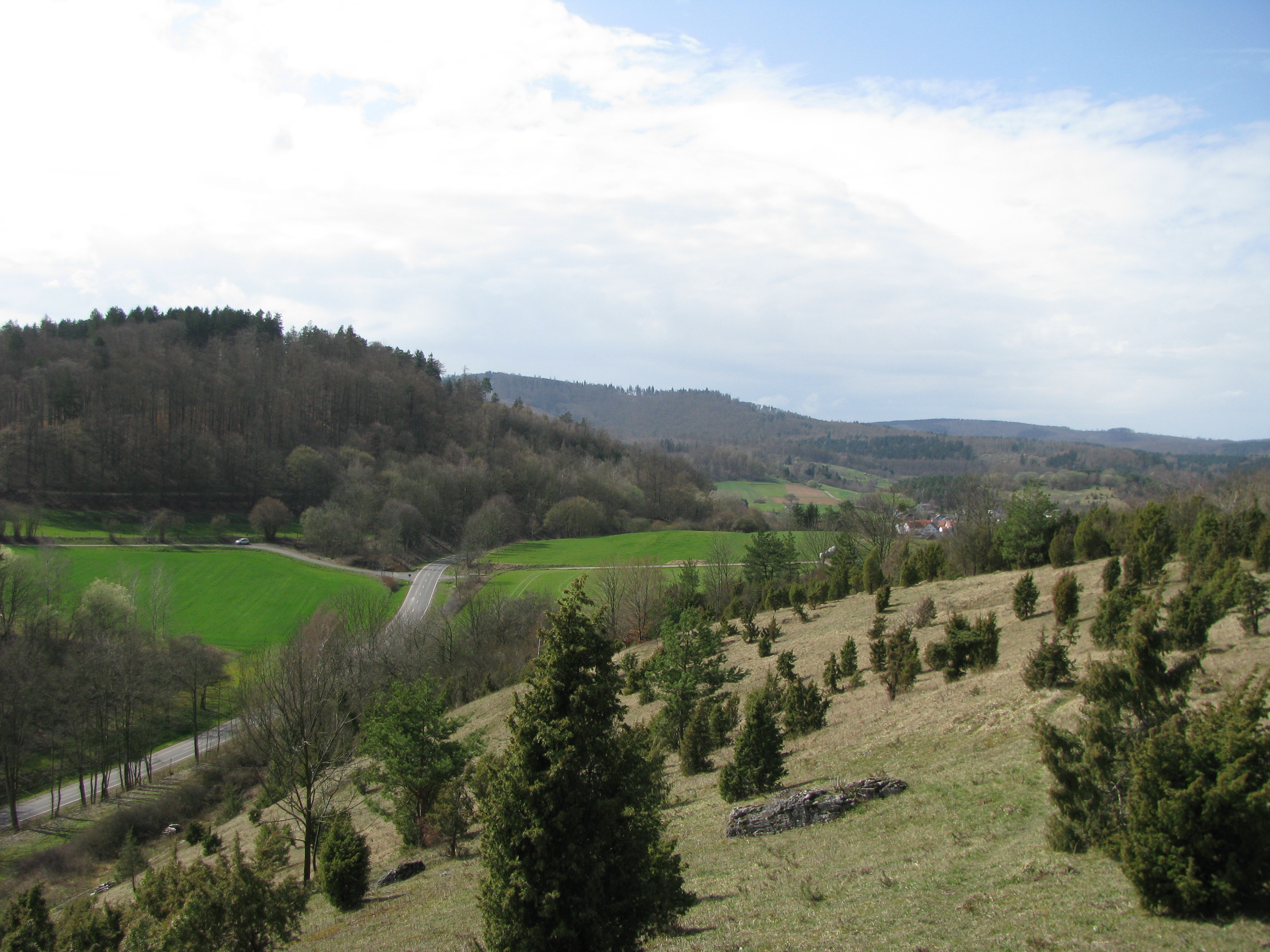
Kleinalmeröder Hügelland bei Roßbach südwestlich von Witzenhausen

Das Kleinalmeröder Hügelland ist ein überwiegen landwirtschaftlich genutzte Landschaft zwischen dem Kaufunger Wald und dem Gelstertal. Geologisch liegen hier vor allem Dolomit und Kalkegesteine des Zechsteins an. Zahlreiche kleine Bäche aus dem Kaufunger Wald durchqueren die Hügellandschaft in Richtung Werra (Wilhelmshäuser Bach, Krumbach, Hungerhäuser Bach) bzw. Gelster (Dohrenbach, Fahrenbach).

### Unteres Gelstertal
Das Untere Gelstertal umfasst den kurz vor ihrer Mündung in die Werra endenden Flusslauf im Bereich des Durchbruchs durch den Unterwerrasattel. Hier wechseln sich steile bewaldete Hänge im Grauwackesockel mit flachen landwirtschaftlich genutzten Zechsteingebieten ab.

### Soodener Bergland
Das Soodener Bergland ist das unmittelbar westlich der Werra gelegene Bergland aus den Gesteinen des Grundgebirges und verschiedener anderer Gesteinsarten. Es ist stark gegliedert und überwiegend bewaldet.

### Meißnervorland

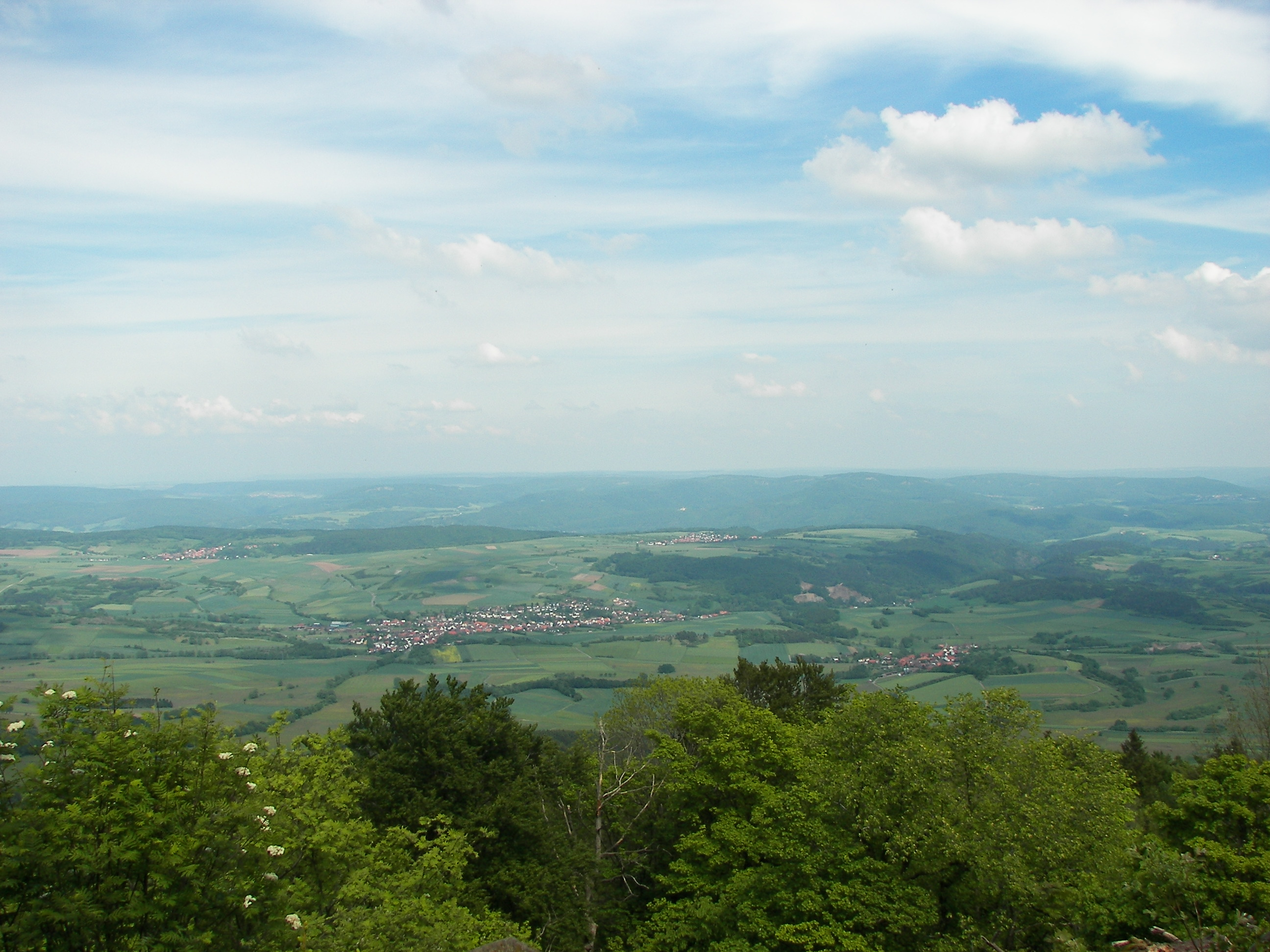
Blick vom Hohen Meißner auf die Hügellandschaft bei Frankershausen

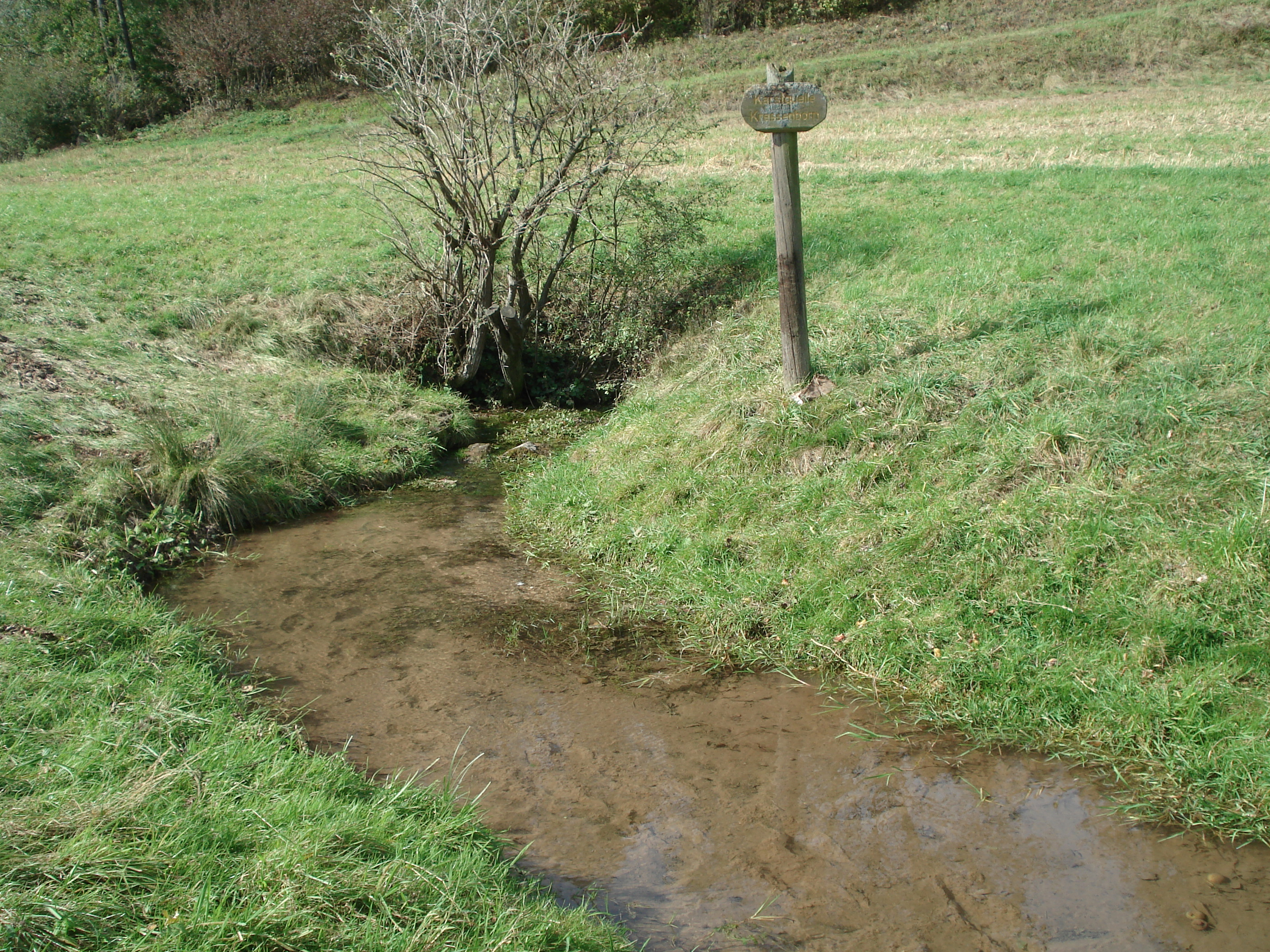
Der Kressenborn bei Frankershausen

Das Meißnervorland umfasst das unmittelbar am östlichen Fuß des Hohen Meißners gelegene sanftwellige Hügelland. Geologisch kennzeichnend ist Ablagerung von Basaltschutt auf dem Buntsandstein mit kleinen Einlagerungen aus Gips und Dolomit. Das Hügelland ist von zahlreichen flachen Tälern durchzogen, kleine Kuppen und Rücken lockern die Landschaft auf. Im oberen Sohlental tritt Karstwasser zu Tage (Kressenborn und Breitenborn). Bei Frankershausen gibt es einige Erdfälle (Kripp- und Hielöcher) durch Auslaugung von Gipsen. Der Fluss Berka sammelt die kleinen, überwiegend vom Meißner kommenden Bäche. Südöstlich schließt sich das Weidenhäuser Hügelland des Eschweger Beckens an.

## Berge
Die wichtigsten Berge und Erhebungen des Unterwerrasattels sind:
- Soodener Bergland
  - Roßkopf (482,4 m), nördlich von Kammerbach
  - Schnellerskopf (412,6 m), westlich von Oberrieden
  - namenlos (394,1 m), westlich von Bad Sooden-Allendorf
  - namenlos (371,0 m), östlich von Orferode
  - Ellerstein (ca. 350 m), nördlich von Hundelshausen
  - Sulzberg (298,6 m), südlich von Witzenhausen
  - Hoher Ahrenberg (280,4 m), westlich von Wahlhausen
- Meißnervorland
  - Eichenberg (371,1 m), südöstlich von Kammerbach
  - Gückingskuppe (328,0 m), nordöstlich von Germerode
  - Marstein (320,9 m), nordöstlich von Frankenhain
  - Krösselberg (312,7 m), nördlich von Abterode
- Kleinalmeröder Hügelland
  - Schäferberg (362,5 m), nördlich von Kleinalmerode
  - Klippstädt (ca. 336 m), südlich von Kleinalmerode
  - Auf der Warte (327,0 m), östlich von Roßbach

## Sehenswürdigkeiten
Zu den Sehenswürdigkeiten zählen:
- Burg Ludwigstein bei Werleshausen
- Ruine Bilstein bei Hitzerode

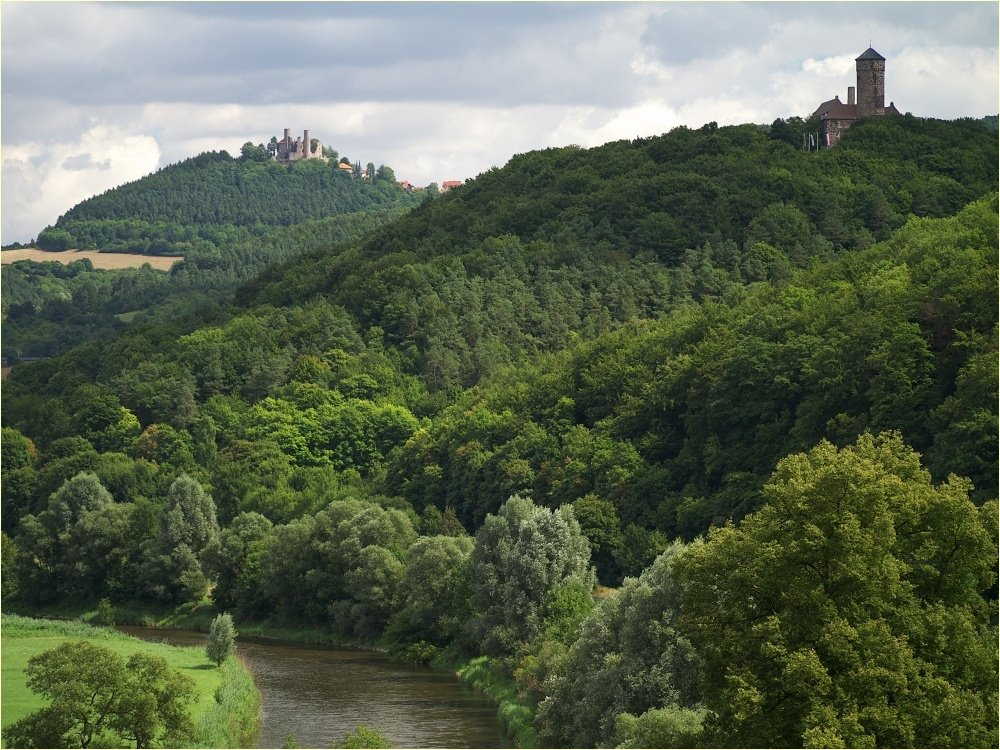
Zweiburgenblick mit Burg Hanstein hinten und Burg Ludwigstein im Vordergrund

- ehemaliges Römerlager und Römerschanze bei Hitzerode
- Besucherbergwerk Grube Gustav bei Abterode
- Hilgershausener Höhle
- Zweiburgenblick bei Wendershausen